# یوستا لوندکویست
یوستا لوندکویست (سوئدی: Gösta Lundquist; ۱۵ اوت ۱۸۹۲ – ۱۰ اکتبر ۱۹۴۴) قایقران اهل سوئد بود.
از افتخارات وی میتوان به کسب مدال طلا در بازی‌های المپیک تابستانی ۱۹۲۰ اشاره کرد.